# Aeropuerto Nacional de Ciudad Constitución
El Aeropuerto Nacional de Ciudad Constitución o Aeropuerto Nacional Capitán Jaime Emilio Real Cossio (IATA: CUA, OACI: MMDA), es un pequeño aeródromo localizado 6 kilómetros al este de Ciudad Constitución, Baja California Sur, México, una ciudad localizada en el centro del Valle de Santo Domingo y cabecera del Municipio de Comondú. 
El aeropuerto es operado por el Gobierno Municipal, pero el 9 de octubre del 2007, la aerolínea Aéreo Servicio Guerrero fue autorizada para usar y manejar los terrenos del aeropuerto y el edificio terminal.
El día 27 de julio de 2012, el aeródromo fue bautizado como "Aeropuerto Nacional Capitán Jaime Emilio Real Cossio" en honor a dicho piloto aviador quien nació en Villa Constitución y quien voló por todo el mundo. Este hombre falleció el 17 de octubre de 2008 en un accidente aéreo mientras transportaba al secretario de finanzas de Baja California Sur desde el Aeropuerto Internacional del Norte al Aeropuerto de La Paz
Actualmente prestan servicio dos aerolíneas regionales, además de la aviación general.

## Aerolíneas y destinos

### Pasajeros
| Aerolíneas              | Destinos               |
| ----------------------- | ---------------------- |
| Aéreo Servicio Guerrero | Ciudad Obregón, La Paz |

## Accidentes e Incidentes
- El 29 de enero de 1986 una aeronave Douglas DC-3A-178 de Aero California con matrícula XA-IOR que cubría un vuelo entre el Aeropuerto de Villa Constitución (el antiguo aeropuerto que servía a Ciudad Constitución ubicado entre las colonias "Cecilia Madrid" y "Vargas") y el Aeropuerto de los Mochis que fue desviado al Aeropuerto Las Lomitas (Un aeropuerto que ya no se usaba para aviación comercial en Los Mochis) debido a las condiciones de baja visibilidad, sin embargo la aeronave tampoco pudo llegar al aeropuerto alterno estrellándose en un cerro, matando a sus 3 tripulantes y a los 18 pasajeros.[4]

- El 14 de octubre de 2013 una aeronave Cessna 208-B Grand Caravan con matrícula XA-TXM de Aéreo Servicio Guerrero con 14 personas a bordo que cubría un vuelo entre el Aeropuerto de los Mochis y el Aeropuerto Nacional de Ciudad Constitución con escala en el Aeropuerto de Loreto, se estrelló en la Sierra de la Giganta cuando cubría el último tramo de su ruta. Se presume que volaba a baja altitud debido al mal clima derivado de la Tormenta tropical Octave. Ninguno de los 13 pasajeros ni el piloto sobrevivieron.[5][6]